# Erwin (Carolina del Nord)
Erwin és una població dels Estats Units a l'estat de Carolina del Nord. Segons el cens del 2000 tenia 4.537 habitants.

## Demografia
Segons el cens del 2000, Erwin tenia 4.537 habitants, 1.896 habitatges i 1.287 famílies. La densitat de població era de 435,8 habitants per km².
Dels 1.896 habitatges en un 29,2% hi vivien nens de menys de 18 anys, en un 50,9% hi vivien parelles casades, en un 12,5% dones solteres, i en un 32,1% no eren unitats familiars. En el 28,3% dels habitatges hi vivien persones soles el 14,9% de les quals corresponia a persones de 65 anys o més que vivien soles. El nombre mitjà de persones vivint en cada habitatge era de 2,38 i el nombre mitjà de persones que vivien en cada família era de 2,9.
Per edats la població es repartia de la següent manera: un 23,7% tenia menys de 18 anys, un 6,9% entre 18 i 24, un 27,9% entre 25 i 44, un 23,5% de 45 a 60 i un 17,9% 65 anys o més.
L'edat mediana era de 39 anys. Per cada 100 dones de 18 o més anys hi havia 89 homes.
La renda mediana per habitatge era de 29.521 $ i la renda mediana per família de 41.270 $. Els homes tenien una renda mediana de 29.610 $ mentre que les dones 22.650 $. La renda per capita de la població era de 18.282 $. Entorn del 16,4% de les famílies i el 20,7% de la població estaven per davall del llindar de pobresa.

## Poblacions més properes
El següent diagrama mostra les poblacions més properes.